# Route des Grandes Alpes
La route des Grandes Alpes est un itinéraire touristique de 720 kilomètres qui traverse les Alpes françaises du nord au sud en passant par 17 cols de montagne dont 6 à plus de 2 000 mètres d'altitude. Elle part de Thonon-les-Bains (sur le lac Léman) pour rejoindre — depuis 2012 — Nice (sur la Méditerranée) en cumulant 17 000 mètres de dénivelé.
À l'instigation en 1909 du Touring club de France, l’itinéraire touristique projeté permet d'emprunter les cols alpins pour relier les routes de vallée existantes grâce aux tronçons stratégiques construits dès la fin du XIXe siècle et aux tronçons d'agrément construits, eux, dans la première moitié du XXe siècle.
Le col le plus bas en altitude sur le trajet de la route des Grandes-Alpes est le col d'Èze avec une altitude de 507 mètres, le plus élevé étant l'Iseran à 2 764 m.

## Historique

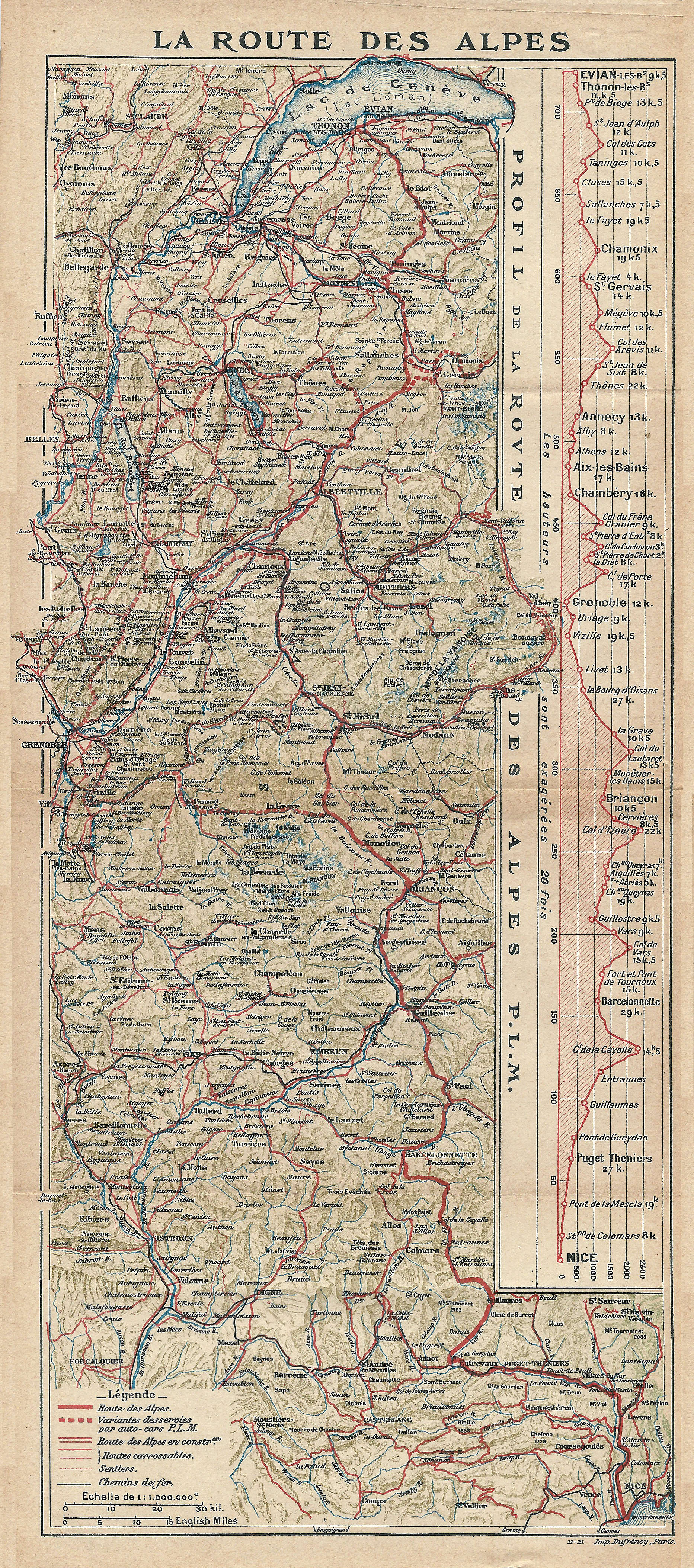
Carte itinéraire de la Route des Alpes, ancêtre de l'actuelle route des Grandes Alpes, en 1921.

Bien qu'empruntant au départ des tronçons de routes stratégiques, la route des Grandes Alpes est essentiellement une route touristique promue à l'origine par le Touring-Club de France et la compagnie ferroviaire du PLM sous le nom de  « route des Alpes ».
En 1900 déjà, François Arnaud déclare à son sujet : « Le jour prochain où la route nationale reliant l'Ubaye au Var, par le col de la Cayolle, sera terminée, on aura de Nice à la Savoie par les cols de la Cayolle, de Vars et du Galibier, à 20 km en arrière de la frontière, une route carrossable qui sera le passage favori, obligé presque, du grand tourisme et des colonies étrangères qui partagent leur séjour en France entre le littoral de la Méditerranée et la Savoie. »
C'est « le 26 avril 1909 que Léon Auscher — vice-président du Touring club de France — lit son rapport consacré au projet de la Route des Alpes qui doit relier Évian à Nice en empruntant les cols les plus pittoresques et en passant par les vallées les plus intéressantes. Ce sera, conclut-il, une route unique en Europe et, on peut dire sans crainte d'être taxé d'exagération, la plus belle route de montagne du monde. »  Il s'agit là, en 1909, de l'acte de naissance de la « Route des Alpes » qui sera rebaptisée « Route des Grandes Alpes » en 1950.
La route des Grandes Alpes a donc été projetée au début du XXe siècle pour deux raisons principales. La première fut de relier du nord au sud les différentes vallées alpines car plusieurs liaisons étaient encore manquantes. La route présentant un intérêt stratégique (proximité avec l'Italie, liaison entre les forts alpins, etc.), l’État finança donc la construction de la plupart des tronçons manquants, le génie militaire en réalisant une partie et le Touring Club de France participant à la réalisation de certains d'entre eux notamment celui de l'impressionnant tronçon des gorges du Bachelard entre Barcelonnette et le col de la Cayolle. La compagnie PLM y avait aussi intérêt : une liaison ferroviaire nord-sud entre toutes ces vallées aurait nécessité de sa part la construction de longs et nombreux tunnels très coûteux pour des revenus trop faibles. L’exploitation estivale d’une ligne d’autocars était donc beaucoup plus adaptée et rentable.
La seconde raison, qui est la plus importante, est touristique : le Touring-Club de France qui cherchait à développer le tourisme cycliste puis automobile suscita la construction de plusieurs routes touristiques parmi lesquelles la route des Alpes devenue route des Grandes Alpes en 1950. Il fit construire notamment de nombreuses tables d’orientation et panneaux signalétiques tout au long de ses 615 kilomètres initiaux. Car ce n'est qu'en 1995 qu'on modifiera son itinéraire initial de Thonon-les-Bains à Nice par la vallée du Var pour le remplacer par celui de Thonon-les-Bains à Menton par un itinéraire plus « alpin » dans le département des Alpes-Maritimes et passant — à partir de Guillaumes — par Valberg, Saint-Martin-Vésubie et Sospel mais évitant alors le tronçon des gorges de Daluis taillées dans les roches rouges du Dôme de Barrot.

### Premiers travaux et inauguration

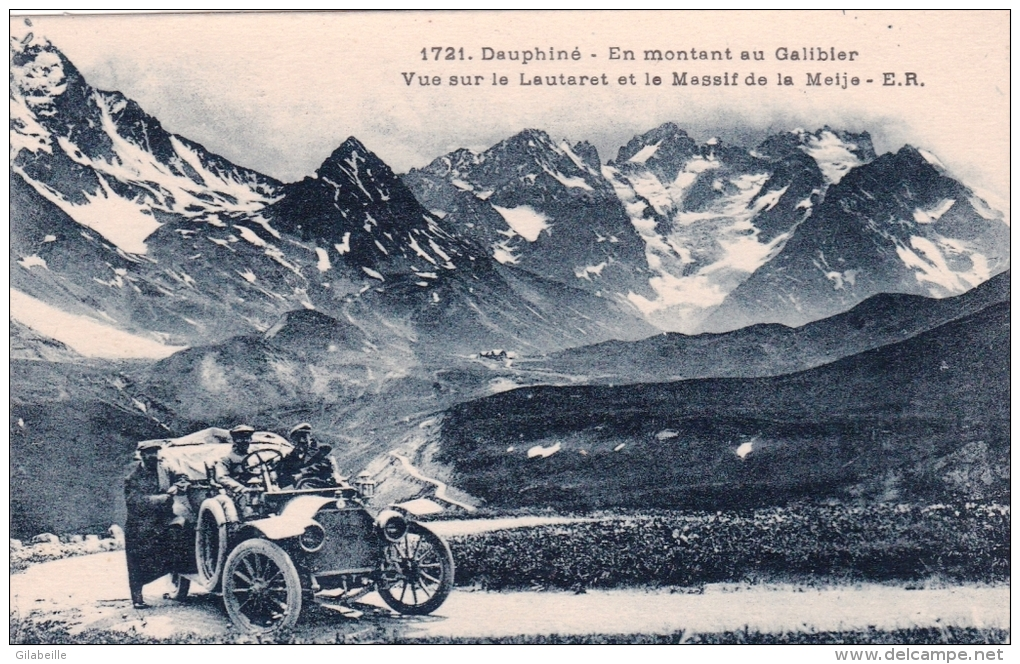
« Dauphiné - En montant au Galibier, vue sur le Lautaret et le massif de la Meije ».

Sous la responsabilité de l'État, les travaux de liaison des tronçons routiers déjà existants avaient commencé dès la fin du XIXe siècle et la loi du 28 décembre 1896 avait même prononcé leur classement dans la voirie nationale. Les premiers voyages furent organisés en 1911 par la compagnie PLM alors même que ledit projet de route n’était pas encore achevé. Dans les Alpes-Maritimes, un tronçon de ladite route devait même être inauguré, le 10 août 1914, par le président de la République Raymond Poincaré, de Nice au col de la Cayolle en passant par la commune d’Entraunes, s'il n'y avait eu l'entrée en guerre de la France à la suite de l'assassinat de l'archiduc François-Ferdinand d'Autriche à Sarajevo. La fierté nationale va ainsi s'exprimer : la route française des Alpes est plus haute que la route du col de Stelvio dont le versant nord est alors en Autriche, elle est jugée plus belle que les routes de Suisse et elle franchit à l'origine un dénivelé total de 10 675 mètres.
Cette future « Route des Grandes Alpes » d'Évian-Thonon à Nice — d'abord déclarée d'utilité publique par la loi du 5 avril 1912 — va donc emprunter de fait plusieurs tronçons de routes nationales qui ne seront affectés du numéro 202 que par la décision ministérielle du 16 décembre 1920. La future « Route des Grandes Alpes » ne deviendra donc la RN 202 qu'en 1920.
En 1911, le Touring Club de France « organise une grande opération promotionnelle à laquelle furent conviés presse et personnalités. La compagnie PLM mettant en place au départ de ses gares tout un réseau de tourisme par cars automobiles. » Et dès juillet 1911, les premiers touristes ont emprunté partie de cet itinéraire projeté notamment à partir de Nice via la Colle-Saint-Michel et le col d'Allos, la route du col de la Cayolle n’étant pas encore ouverte. D'ailleurs, l’itinéraire projeté de la route n’est pas encore achevé puisque, outre le col de la Cayolle, les cols de l'Iseran et de la Croix-de-Fer ne sont encore accessibles que par des sentiers muletiers. Dès la première année, plus de 15 000 voyageurs seront ainsi transportés — notamment par les autocars Berliet 1 CB — pendant les deux mois et demi d’exploitation. La route des Alpes d'Évian-Thonon à Nice — rebaptisée « Route des grandes Alpes » en 1950 — ne sera quasiment achevée qu'en juillet 1937 avec l'inauguration du col de l'Iseran (2 764 m) par le président de la République Albert Lebrun.

### Première Guerre mondiale
Dès 1914, la route de la Cayolle est endommagée et la route des Alpes passe à nouveau par le col d'Allos, alors que les réquisitions dues à la guerre interrompent le service touristique d'autocars jusqu’en juillet 1919. D'autre part, plusieurs aménagements de trajet furent réalisés ultérieurement : la route du col de l'Iseran, point le plus haut du parcours à 2 764 mètres, ne fut inaugurée qu'en 1937. Et le dernier aménagement qui a donné à la route son aspect actuel fut la construction du Cormet de Roselend en 1970. Toutefois le trajet prévu initialement n’a pas été entièrement réalisé : la route rejoignant la vallée du Beaufortain aux Contamines-Montjoie par le col du Bonhomme (2 329 m) n’a jamais été construite.
C’est aussi pendant la guerre, en 1917, que le projet d’une route franco-italienne des Alpes est décidé. Projet qui se compose :
- d'une part de la route française des Alpes reliant Thonon-les-Bains à Nice par le col des Gets, Le Fayet, le col du Bonhomme, Bourg-Saint-Maurice, le col de l’Iseran, Lans-le-Bourg, le col du Galibier, Briançon, le col de l’Izoard, Guillestre, le col de Vars, Barcelonnette et le col de la Cayolle ;
- d’autre part d'une route italienne des Alpes reliant Le Bouveret (en Suisse) à Gênes par Martigny, le col du Grand-Saint-Bernard, Aoste, Turin, Suse, Césane, Pignerol et Coni ;
- et enfin de liaisons entre les deux routes, par les cols des Montets, du Petit-Saint-Bernard, du Mont-Cenis, de Mont-Genèvre, le col Lacroix, le col de Larche et le col de Tende, la route du col Lacroix restant à construire[22].

### Entre-deux-guerres
Le service PLM reprend dès 1919 et transporte environ 25 000 touristes par autocar Rochet-Schneider 216 chaque été de Nice à Thonon, en six étapes (arrêts à Barcelonnette, Briançon, Grenoble et Annecy). En 1920, l'État décide de classer en route nationale numéro 202 (RN 202), de Nice à Thonon-les-Bains, tous les tronçons de route formant alors la route des Grandes Alpes. Le projet de construction — voté en 1930 — du tronçon de route passant par le col du Bonhomme (2 370 m) est définitivement abandonné en 1934. Après un premier franchissement automobile en septembre 1934, la route du col de l’Iseran (2 764 m) est, elle, inaugurée le 10 juillet 1937 ; la hauteur de neige de certaines congères était encore si importante que les Ponts et Chaussées ont jugé préférable d'y creuser un tunnel plutôt que de la déblayer.
Avec la crise des années 1930 et la réorganisation du chemin de fer en France (création de la SNCF en 1938), la route des Alpes n’est plus promue en tant que telle. Les liaisons par autocar sont conservées, mais avec un but de desserte locale uniquement.

### Trente glorieuses
Après le ralentissement dû à la Seconde Guerre mondiale, le service de car Nice-Thonon a du mal à attirer les clients. D'autant plus qu'une nouvelle Route des Alpes — située plus à l'ouest, ouverte donc toute l’année et se prolongeant au sud par la route Napoléon ouverte en 1932 —, lui fait concurrence. La route des Alpes primitive est renommée « Route des Grandes Alpes » en 1950. L’ouverture du tronçon du Cormet de Roselend, en 1970, achève pourtant son parcours mais elle est relativement passée de mode.

### Relance à la fin duXXesiècle
La route des Grandes Alpes — durant sa période d'ouverture notamment estivale — est de plus en plus fréquentée journellement que ce soit sur tout ou partie de l'itinéraire, par des centaines voire des milliers d'automobilistes, de motocyclistes et de cyclistes. D'une simple desserte par autocars ou par un nombre très limité de voitures particulières, on va passer à une fréquentation de masse notamment en été mais aussi, de plus en plus, au printemps et à l'automne. Le Commissariat d’aménagement et de développement économique des Alpes relance d'ailleurs en 1992 le concept de route des Grandes Alpes et sa publicité en tant qu'itinéraire touristique et de décloisonnement. Sa fonction stratégique est quasiment nulle depuis la Seconde Guerre mondiale et c'est donc son rôle touristique qui est mis en avant. La route des Grandes Alpes est aujourd'hui ouverte dans sa totalité de juin à septembre en fonction de l’enneigement des plus hauts cols et notamment du col de la Cayolle, du col du Galibier et du col de l'Iseran. Le tour de France cycliste emprunte partie de ses cols presque tous les ans.

## Tracé
La route traverse les parcs nationaux de la Vanoise, des Écrins et du Mercantour ainsi que les parcs naturels régionaux des Bauges et du Queyras.

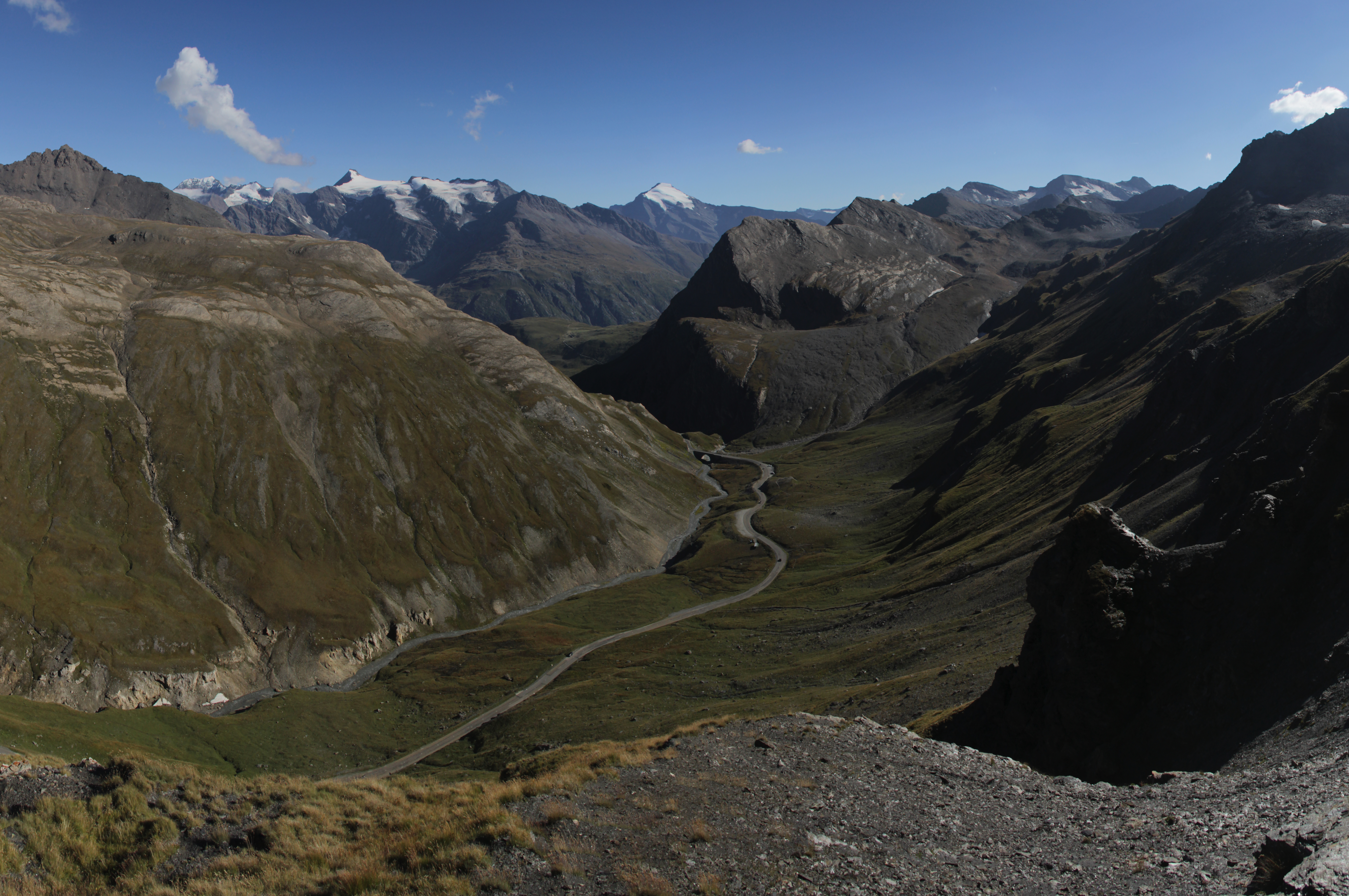
À une altitude de 2764 mètres, le col de l'Iseran (vue vers le sud depuis le sommet) est franchi par la route des Grandes Alpes ; il constitue le plus haut col de montagne routier de toutes les Alpes.

Les villes, villages et cols rencontrés au cours du voyage de Thonon-les-Bains à Nice sont les suivants : 
- Thonon-les-Bains (450 m)
- Morzine (1 000 m)
- Col des Gets (1 170 m)
- Taninges (650 m)  Praz de Lys
- Col de Châtillon (735 m)
- Col de la Colombière (1 613 m)
- Le Grand-Bornand (950 m)
- Saint-Jean-de-Sixt (963 m)
- La Clusaz (1 050 m)
- Col des Aravis (1 486 m)
- La Giettaz (1 100 m)
- Flumet (900 m)
- Notre-Dame-de-Bellecombe (1 030 m)
- Col des Saisies (1 650 m)
- Arêches-Beaufort (Beaufort 720 m)
- Col de Méraillet (1 605 m)
- Cormet de Roselend (1 968 m)
- Bourg-Saint-Maurice (800 m)
- Val-d'Isère (1 850 m)
- Col de l'Iseran (2 764 m)
- Val Cenis (1 400 m)
- Modane (1 080 m)
- Saint-André (930 m)
- Orelle (900 m)
- Saint-Michel-de-Maurienne (715 m)
- Col du Télégraphe (1 566 m)
- Valloire (1 430 m)
- Col du Galibier (2 642 m)
- Col du Lautaret (2 057 m)
- Serre Chevalier (1 450 m)
- Briançon (1 200 m)
- Col d'Izoard (2 360 m)
- Guillestre (1 000 m)
- Vars (1 650 m)
- Col de Vars (2 108 m)
- Barcelonnette (1 030 m)
- Col de la Cayolle (2 326 m)
- Valberg (1 650 m)
- Col de la Couillole (1 678 m)
- Col Saint-Martin (1 500 m)
- Saint-Martin-Vésubie (950 m)
- Col de Turini (1 604 m)
- Sospel (350 m)
- Col de Castillon (728 m)
- Menton (30 m)
- Col d'Èze (507 m)
- Nice (10 m)

## Numérotation
Cette route des Grandes Alpes correspond pour sa majeure partie à l'ancienne route nationale 202 souvent déclassée en RD 902.
- D 902 de Thonon-les-Bains à Cluses [= 59 km]
- D 4 de Cluses à Saint-Jean-de-Sixt [= 34 km]
- D 909 de Saint-Jean-de-Sixt à Flumet [= 22 km]
- D 218 b de Flumet à Beaufort-sur-Doron (lieu-dit Manant) [= 29 km]
- D 925/D 217 de Beaufort au Cormet de Roselend [= 23 km]
- D 902 du Cormet de Roselend à Bourg-Saint-Maurice [= 20 km]
- N 90/D 1090 de Bourg-Saint-Maurice à Séez [= 3 km]
- D 902 de Séez à Lanslebourg-Mont-Cenis via le col de l'Iseran [= 77 km]
- D 1006 (ex-N 6) de Lanslebourg à Saint-Michel-de-Maurienne [= 41 km]
- D 902 de Saint-Michel-de Maurienne au col du Lautaret via le col du Galibier [= 42 km]
- D 1091 du col du Lautaret à Briançon [= 28 km]
- D 902 de Briançon à Saint-Paul-sur-Ubaye (lieu-dit les Gleizolles) via le col de Vars [= 90 km]
- D 900 des Gleizolles à Barcelonnette [= 16 km]
- D 902 de Barcelonnette au col de la Cayolle [= 30 km]
- D 2202 du col de la Cayolle jusqu'à Guillaumes [= 33 km]
- D 28 de Guillaumes à Beuil [= 19 km]
- D 30 de Beuil à Saint-Sauveur-sur-Tinée [= 23 km]
- D 2205 /puis D 2565 de Saint-Sauveur à La Bollène-Vésubie (lieu-dit Boutas) [= 39 km]
- D 2566 de La Bollène-Vésubie à Menton via le col de Castillon [= 50 km]
- D 6007 de Menton à Roquebrune-Cap-Martin [= 3 km]
- D 2564 de Roquebrune-Cap-Martin à Villefranche-sur-Mer [= 19 km]
- M 33 à Villefranche-sur-Mer [= 2 km]
- D 6007 de Villefranche-sur-Mer à Nice [= 5 km]